# Bitka kod Hastingsa
Bitka kod Hastingsa bila je jedna od važnijih prijelomnica u engleskoj povijesti jer se nakon nje, smrću kralja Harolda II. gasi anglosaska kraljevska loza i događaju sveobuhvatne promjene u engleskom društvu i aristokraciji.
Vilim, normandijski vojvoda, bio je jedan od pretendenata na englesko prijestolje nakon smrti Edvarda III. Ispovjednika. Kako je Harold II. preuzeo englesko prijestolje, Vilim je odlučio iskrcati se sa svojim snagama u Engleskoj i preuzeti englesku krunu.
U rujnu 1066. godine skupio je flotu od 600 brodova i 7000 vojnika. Novačio je sinove koji su rođeni 2. ili 3. bez prava na nasljedstvo. Obećao im je zemlju i naslove u Engleskoj. Vojnike je skupljao sa sjevera Francuske, u Njemačkoj i u nizozemskim krajevima.
U strahu od normanske invazije, Harold II. je svoje snage koncentrirao na južnoj obali Engleske, ali kako su Vilima zadržali nepovoljni vjetrovi, Harold je sa svojom vojskom krenuo na sjever da bi zaustavio vikinšku invaziju pod Haraldom Surovim, koji je imao i potporu i Haroldovog brata Tostiga. Harold II. ih je porazio u bitci kod Stamford Bridgea 25. rujna 1066., te ubio i Haralda i Tostiga.
Tri dana kasnije, Vilim se iskrcao kod Pevenseya na južnoj obali. Harold II. je požurio na jug da bi napao Vilima prije nego što Normani uspiju učvrstiti svoje položaje. Engleska je vojska, međutim, bila oslabljena gubitcima kod Stamford Bridgea i umorom zbog dugih marševa, a sa svojih 5000 vojnika bila je malobrojnija od protivnika koji su raspolagali sa 7000 vojnika Harold II. je odabrao snažan obrambeni položaj na obroncima jednog brda, što mu je nudilo zaštitu od normanske konjice.
Bitka je bila oštra, njezin ishod daleko od izvjesnog, ali su zaštitni položaji engleske vojske bili ugroženi prethodnicama koje su trebale iskoristiti stvarno ili hinjeno povlačenje Normana, pa su na kraju engleski položaji propali. Harold II. biva ubijen, najvjerojatnije pogotkom strijele u oko, a Vilim je do Božića 1066. godine potpuno pokorio Englesku i proglasio se kraljem Engleske.

## Poveznice
- Tapiserija iz Bayeuxa
- Povijest Engleske